# Brian Shawe-Taylor
Brian Shawe-Taylor (n. 28 ianuarie 1915, Dublin, Regatul Unit al Marii Britanii și Irlandei – d. 1 mai 1999, Gloucestershire, Anglia, Regatul Unit) a fost un pilot britanic de Formula 1 care a evoluat în Campionatul Mondial între anii 1950 și 1951.